# Danh sách chi của Noctuidae:T
Noctuidae là một họ bướm đêm lớn gồm rất nhiều chi:
A B C D E F G H I J K L M N O P Q R S T U V W X Y Z
| - Tabomeeres - Tachosa - Tadaxa - Taenerema - Taeniopyga - Taeniosea - Tafalla - Taivaleria - Talapa - Talapoptera - Talariga - Talmela - Tamba - Tamila - Tamseale - Tamseuxoa - Tamsia - Tamsola - Tandilia - Tanocryx - Tantura - Taphonia - Tarache - Tarachephia - Tarachidia - Taraconica - Taramina - Targalla - Targallodes - Tarista - Tarsicopia - Taseopteryx - Tathodelta - Tathorhynchus - Tatorinia - Tautobriga - Taveta - Tavia - Tavila - Taviodes - Technemon - Tectorea - Tegarpagon - Tegiapa - Tegteza - Teinoletis - Teinoptera - Telmia - Telorta - Temnoptera - Tendarba - Tephrialia - Tephrias - Tephrinops - Tephriopis - Tephrochares - Teratocera - Teratoglaea - Tesagrotis - Tesomonoda - Tetanolita - Tetracme | - Tetrapyra - Tetrapyrgia - Tetrargentia - Tetrastictypena - Tetrisia - Teucocranon - Thalatha - Thalathoides - Thalatta - Thalerastria - Thalomicra - Thalpophila - Thargelia - Thaumasiodes - Thausgea - Thecamichtis - Thegalea - Thelidora - Thelxinoa - Themma - Theotinus - Therasea - Thermesia - Thermosara - Thiachroia - Thiacidas - Thiochroa - Thiona - Thioptera - Tholera - Tholeropsis - Tholocoleus - Tholomiges - Thopelia - Thoracolopha - Thoracolophotos - Thria - Throana - Thurberiphaga - Thurnerichola - Thursania - Thyas - Thyatirina - Thyatirodes - Thyreion - Thyrestra - Thyria - Thyridospila - Thyriodes - Thyrostipa - Thysania - Thysanoplusia - Tibiocillaria - Tibracana - Tigrana - Tigreana - Tiliacea - Timora - Tineocephala - Tinnodoa - Tinolius - Tipasa | - Tipasodes - Tipra - Tiracola - Tiridata - Tiruvaca - Tisagronia - Tmetolophota - Toana - Toanodes - Toanopsis - Tochara - Tolna - Tolnaodes - Toanopsis - Tolnosphingia - Tolpia - Tolpiodes - Tornacontia - Tornosinus - Tosacantha - Toxocampa - Toxonprucha - Toxophleps - Trachea - Tracheoides - Tracheplexia - Trachodopalpus - Trachysmatis - Tracta - Tranoses - Transbryoleuca - Transeuplexia - Translatix - Transsimyra - Trapezoptera - Trauaxa - Treitschkendia - Triaena - Trichagrotis - Trichanarta - Trichanua - Trichestra - Tricheurois - Trichobathra - Trichoblemma - Trichocerapoda - Trichoclea - Trichocosmia - Trichofeltia - Trichogatha - Tricholita - Tricholonche - Trichopalpina - Trichophotia - Trichoplexia - Trichoplusia - Trichopolia - Trichopolydesma - Trichoptya - Trichordestra - Trichorhiza - Trichoridia | - Trichorthosia - Trichosellus - Trichosilia - Trichospolas - Trichotarache - Trichypena - Tricopis - Tricraterifrontia - Tridentifrons - Tridepia - Trigeminostola - Trigonephra - Trigonistis - Trigonochrostia - Trigonodes - Trigonodesma - Trigonophora - Trilophia - Trilophonota - Tringilburra - Triocnemis - Triommatodes - Triphaenopsis - Tripseuxoa - Tripudia - Trisateles - Trispila - Trissernis - Trissophaes - Tristyla - Trisula - Trisulana - Trisulopsis - Tritomoceras - Troctoptera - Trogacontia - Trogatha - Trogoblemma - Trogocraspis - Trogogonia - Trogotorna - Tropidtamba - Trothisa - Trotosema - Trudestra - Trumuspis - Tschetwerikovia - Tuerta - Tuertella - Tumidifrontia - Tunocaria - Tunza - Turacina - Turanica - Turbula - Tycomarptes - Tycracona - Tympanobasis - Tyrissa - Tyta - Tytroca |